# Papa Simmaco
Papa Simmaco (Sardegna, Metà V secolo – Roma, 19 luglio 514) è stato il 51º vescovo di Roma e papa della Chiesa cattolica, che lo venera come santo.
Il suo papato durò dal 22 novembre 498 fino alla sua morte. È noto in particolare per lo scisma causato dalla sua lotta contro Lorenzo, considerato antipapa.

## Biografia
Secondo il Liber pontificalis, Simmaco nacque in Sardegna da un certo Fortunato. Fu battezzato a Roma, dove divenne diacono sotto papa Anastasio II.

### Papa e antipapa
Il 22 novembre 498, immediatamente dopo la morte del suo predecessore, presso la Basilica Laterana, Simmaco venne eletto papa dalla maggioranza del clero, che non aveva approvato l'atteggiamento morbido del predecessore papa Anastasio II nei confronti della Chiesa Orientale, e da una parte dei senatori di Roma. Ma più tardi, nello stesso giorno, una fazione dissidente riunitasi presso la basilica di Santa Maria Maggiore elesse l'arciprete Lorenzo, elezione appoggiata dal partito bizantino e dai rimanenti senatori. Secondo Teodoro Lettore, la fazione laurenziana fu aiutata dal denaro elargito dal ricco senatore Festo, che sperava di influenzare Lorenzo in modo da fargli firmare l'Henotikon, l'editto di fede dell'imperatore Zenone; al fianco di Simmaco si schierò però l'influente senatore Anicio Probo Fausto.
Per sanare il problema della doppia elezione, e per sedare i tafferugli che ne erano seguiti, entrambe le fazioni fecero appello al re goto Teodorico il Grande, che tuttavia non era cattolico ma ariano, affinché i due candidati fossero convocati a Ravenna e si attenessero alla sua decisione. Teodorico si pronunciò in favore di Simmaco per il fatto che era stato scelto per primo e dalla maggioranza del clero. Su Simmaco è stato avanzato il sospetto che abbia corrotto qualche funzionario di corte vicino a Teodorico, e d'altra parte sulla decisione di Teodorico può aver pesato la posizione sfavorevole di Simmaco nei confronti di Costantinopoli ed il calcolo politico di poter usare il papa contro l'impero d'Oriente. Lorenzo comunque si sottomise alla decisione.
Durante il sinodo tenutosi a Roma il 1º marzo 499, del quale si sono conservati gli atti, Simmaco, che ormai era universalmente riconosciuto quale capo della Chiesa, investì Lorenzo della diocesi di Nocera in Campania. Il sinodo ordinò, inoltre, che qualsiasi appartenente al clero romano che cercava di accaparrare voti per un successore al papato durante la vita del papa, o che teneva consultazioni per quello scopo, avrebbe dovuto essere deposto. Stabilì anche che il Papa avrebbe avuto il diritto di designare il suo successore, e clero, senato e popolo erano tenuti ad accettarlo. In mancanza di una designazione, sarebbe stato eletto quello che avesse ottenuto la maggioranza dei voti espressi dal clero; in tal modo veniva affermato il principio della maggioranza (contrariamente all'unanimità in vigore fino ad allora), onde evitare dissidi e divisioni come quelli occorsi alla sua elezione, e quello dell'esclusione dell'elettorato laico. Ma senato e popolo difficilmente avrebbero accettato di essere privati della loro prerogativa di scegliersi il Papa, e infatti entrambe le decisioni vennero disapplicate. L'anno seguente, in occasione della sua visita a Roma, quando, benché di fede ariana, fu acclamato e ricevuto con tutti gli onori sia dal papa che dal popolo, Re Teodorico fu ringraziato per la sua decisione non di parte, ma soprattutto per le donazioni fatte alle chiese e per il restauro di antichi monumenti.

### IlSynodus Palmaris

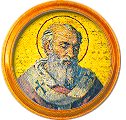
Ritratto di Simmaco nella Basilica di San Paolo fuori le Mura, XIX secolo.

Tuttavia, il partito bizantino, guidato dai due senatori Festo e Probino, rimase ostile a Simmaco e continuava a coltivare la speranza di rovesciare il papa e guadagnare la sede di Roma a Lorenzo. L'occasione si presentò l'anno seguente, il 501. Simmaco celebrò la Pasqua il 25 marzo, secondo l'antica usanza romana, mentre i bizantini osservavano la festività il 22 aprile, secondo il nuovo conteggio. La fazione di Lorenzo si appellò a Teodorico contro Simmaco, aggiungendo altre accuse oltre a questa sulla celebrazione della Pasqua. Teodorico convocò Simmaco che partì per incontrarlo; a Rimini, però, venne a conoscenza che le vere accuse erano ben altre (rapporti con donne e sperpero delle proprietà della Chiesa) e, rifiutando di riconoscere il re quale suo giudice, tornò a Roma.
Il partito avversario si rinforzò ed occupò il Palazzo Laterano. Simmaco fu costretto a trasferirsi nei pressi della basilica di san Pietro in Vaticano, fuori dalle mura cittadine. I suoi oppositori invitarono il re a convocare un sinodo per indagare sulle accuse e a nominare un reggente per la sede di Roma. Simmaco acconsentì alla convocazione del sinodo, ma protestò contro l'invio di un reggente, che Teodorico, tuttavia, scelse nella persona di Pietro, vescovo di Altinum, ed inviò a Roma per amministrare la Chiesa al posto del papa incriminato. Pietro giunse a Roma e, contravvenendo alle disposizioni del re, prese posizione in favore di Lorenzo e confiscò le proprietà pontificie.
Nel maggio 501 il sinodo si riunì nella basilica Giuliana (Basilica di Santa Maria in Trastevere). Il papa dichiarò di fronte all'assemblea che si era presentato di sua spontanea volontà e che era pronto a rispondere alle accuse di fronte al sinodo, a condizione che il reggente fosse rimosso e lui fosse ristabilito come amministratore dei beni della Chiesa confiscati. La maggior parte dei vescovi acconsentì a queste richieste, ma Teodorico rifiutò e richiese, in primo luogo, un'indagine sulle accuse contro il papa. Una seconda sessione del sinodo, si riunì il 1º settembre nella basilica Sessoriana (Basilica di Santa Croce in Gerusalemme), dove fu letto, dalla minoranza, l'atto d'accusa redatto dalla fazione laurenziana. Simmaco volle comunque recarsi al sinodo per difendersi, ma lungo la strada fu attaccato dai suoi avversari. Si salvò per miracolo e a stento riuscì a tornare a San Pietro; due presbiteri che erano con lui furono uccisi e altri feriti. I Goti inviati da Teodorico gli promisero una scorta, ma il papa ormai si rifiutava di comparire di fronte al sinodo, anche se fu invitato tre volte. Di conseguenza, i vescovi riuniti nella terza sessione, tenutasi intorno alla metà di settembre, dichiararono che non potevano giudicare il papa, non solo perché era comparso solo due volte di fronte ai suoi giudici ma soprattutto perché non c'erano precedenti che un occupante della sede di Roma fosse stato giudicato da altri vescovi, che dunque non ne avevano l'autorità. Pertanto, invitarono tutto il clero a sottomettersi al papa. Una quarta sessione, denominata Synodus Palmaris, o dal luogo in cui si tenne (ad Palmata, Palma), o perché era la sessione più importante (palmaris), fu convocata per il 23 ottobre. In questa sessione si decise che, a causa dei motivi precedentemente addotti, la decisione doveva essere lasciata al giudizio di Dio; Simmaco doveva essere considerato innocente di tutti i crimini di cui era stato accusato e quindi pienamente investito del suo ufficio episcopale; l'intera proprietà della Chiesa doveva essere trasferita a lui; chiunque fosse tornato alla sua obbedienza non sarebbe stato punito, ma chi avesse intrapreso le funzioni ecclesiastiche a Roma senza il permesso papale doveva essere considerato uno scismatico. La decisione fu sottoscritta da settantacinque vescovi, fra cui i vescovi di Milano e di Ravenna. Molti tornarono alle loro diocesi, ma la maggior parte di loro incontrò i presbiteri romani in San Pietro per una quinta sessione del sinodo, presieduta da Simmaco stesso il 6 novembre. L'editto pubblicato dal prefetto Basilio (483), regolante la gestione dei possedimenti della Chiesa fu dichiarato non valido e Simmaco pubblicò un nuovo editto sulla gestione di questa proprietà e specialmente sulla sua vendita.

### Il ritiro di Lorenzo
Teodorico, non soddisfatto della decisione del sinodo, anche se la stragrande maggioranza dei vescovi italiani era dalla parte del legittimo papa, non fece nulla per rendere effettivo quanto deciso dal sinodo. Di conseguenza l'opposizione, che nel frattempo era diventata molto più forte, richiamò a Roma Lorenzo, che prese dimora nel Palazzo del Laterano, saldamente nelle mani dei suoi sostenitori. Simmaco rimase barricato in San Pietro per quattro anni, durante i quali entrambi i partiti continuarono una furiosa e violenta diatriba. Lorenzo fece anche aggiungere il suo ritratto alla serie dei papi nella Basilica di San Paolo fuori le mura.
Tuttavia, alcune personalità impiegarono la loro influenza in favore di Simmaco, come il vescovo Avito di Vienne che, dietro richiesta dei vescovi della Gallia, inviò una lettera urgente al senato in nome del legittimo papa per il ripristino dell'unità. Simmaco, gradualmente, riguadagnò alla sua causa un certo numero di sostenitori di Lorenzo.
L'evento più fausto per la ricomposizione dello scisma fu, comunque, la mediazione del diacono Dioscuro di Alessandria, che fu incaricato da Simmaco di recarsi presso Teodorico e convincerlo a passare dalla sua parte. Poiché il re aveva comunque interesse ad agire contro il partito di Lorenzo, che propendeva per Costantinopoli, l'ambasceria raggiunse i risultati sperati. Comandò al senatore Festo, capo della fazione laurenziana, di restituire tutte le chiese romane a Simmaco e, poiché Lorenzo aveva perduto molti sostenitori fra i senatori, l'ordine del re fu eseguito senza difficoltà. L'antipapa, obbligato a lasciare Roma, si ritirò in un podere che apparteneva al suo protettore Festo. Ormai, a Roma, rimaneva solo un piccolo gruppo di sostenitori di Lorenzo che si opponeva a Simmaco, ma era insignificante e, successivamente, si riconciliò con Ormisda, il successore di Simmaco.
Durante lo scisma comparve un certo numero di scritti polemici quali il trattato Contra Synodum absolutionis incongruae della fazione di Lorenzo, a cui il diacono Ennodio rispose con il Libellus adversus eos qui contra Synodum scribere praseumpserunt. Mentre l'autore della biografia di Simmaco riportata nel Liber Pontificalis è molto favorevole al papa, l'autore di un'altra delle biografie papali sostiene la causa di Lorenzo. Durante la disputa i sostenitori di Simmaco elaborarono quattro scritti apocrifi denominati Falsi Simmachiani; i loro titoli erano: Gesta synodi Sinuessanae de Marcellino; Constitutum Silvestri, Gesta Liberii; Gesta de purgatione Xysti et Polychronii accusatione. Lo scopo di questi falsi era produrre precedenti che sostenessero Simmaco e, in particolare, la posizione che il vescovo romano non poteva essere giudicato da alcuna corte composta da altri vescovi.

### Simmaco e l'ortodossia
Simmaco difese zelantemente i sostenitori dell'ortodossia durante lo scisma di Acacio di Costantinopoli e difese, anche se senza successo, gli avversari dell'Henotikon con una lettera inviata all'imperatore Anastasio I Dicoro (491-518). In seguito, molti dei vescovi orientali perseguitati si rivolsero al papa al quale inviarono una confessione di fede. Subito dopo il 506, l'imperatore gli inviò una lettera piena di invettive, alla quale il papa rispose fermamente, affermando con forza i diritti e la libertà della Chiesa. In una lettera dell'8 ottobre 512, indirizzata ai vescovi illirici, il papa li ammonì di non rimanere in comunione con gli eretici.

### La questione di Gallia
Immediatamente dopo l'inizio del suo pontificato Simmaco mediò nella disputa fra gli arcivescovi di Arles e di Vienne sui confini dei loro rispettivi territori. Annullò l'editto pubblicato da papa Anastasio I in favore dell'arcivescovo di Vienne e in seguito (6 novembre 513) confermò i privilegi di metropolita all'arcivescovo Cesario di Arles, come era stato disposto da papa Leone I. Inoltre, assegnò a Cesario il privilegio dell'uso del pallio, il primo caso noto di una tale concessione della Chiesa di Roma ad un vescovo fuori dall'Italia. In una lettera dell'11 giugno 514, nominò Cesario rappresentante degli interessi della Chiesa in Gallia ed in Spagna, gli concesse di riunire sinodi dei vescovi in determinati casi, e di fornire lettere di raccomandazione al clero in viaggio per Roma. Le materie più importanti, però, dovevano essere discusse a Roma. Secondo il Liber Pontificalis, il papa approntò severe misure contro i manichei, ordinando di bruciarne i libri e di espellerli da Roma.

### Simmaco e la città di Roma
Eresse, restaurò e adornò varie chiese. Così costruì una chiesa dedicata a Sant'Andrea vicino a quella di San Pietro, una basilica dedicata a Sant'Agnese sulla via Nomentana e la chiesa di San Pancrazio sul Gianicolo, adornò la chiesa di San Pietro, ricostruì completamente la basilica dei Santi Silvestro e Martino ai Monti e apportò migliorie alle catacombe sulla via Salaria. Costruì degli asili per i poveri vicino alle tre basiliche di San Pietro, di San Paolo e di San Lorenzo fuori le mura e fece edificare quegli edifici residenziali nei pressi della basilica di San Pietro che costituirono il nucleo dei futuri palazzi Vaticani.

### Il papa e le sofferenze
Simmaco stanziò anche grandi somme per il supporto dei vescovi cattolici d'Africa perseguitati dai Vandali ariani e aiutò gli abitanti delle province dell'Italia settentrionale che avevano sofferto fortemente per le invasioni barbariche.
Morì il 19 luglio del 514 e fu sepolto nel portico dell'antica basilica di San Pietro. La sua tomba è andata perduta.

## Culto
La memoria liturgica di san Simmaco ricorre il 19 luglio.
Dal Martirologio Romano (ed 2004):